# Линкольн Керр, Луиза
Луиза Линкольн Керр (англ. Louise Lincoln Kerr; 24 апреля 1892, Кливленд — 10 декабря 1977, Коттонвуд, штат Аризона) — американская скрипачка и композитор.
Училась игре на скрипке частным образом у Сола Маркоссона, затем изучала композицию в нью-йоркском Барнардском колледже у Дэниэла Грегори Мейсона и Корнелиуса Рюбнера, одновременно совершенствуясь как скрипачка под руководством Кристиана Тимнера. В 1913 г. вернулась в Кливленд, играла в одном из городских симфонических оркестров. Вскоре, однако, здоровье дочери вынудило Керр переехать в Аризону. Здесь она на протяжении многих лет оказывала организационную и финансовую поддержку Финиксскому симфоническому оркестру, Аризонскому обществу виолончелистов, Финиксскому обществу камерной музыки и другим музыкальным организациям. Оркестровые, камерные, вокальные произведения Керр входили в репертуар различных американских исполнителей. Наибольшей известностью пользовались симфонические поэмы «Зачарованное плоскогорье» (англ. Enchanted Mesa; 1948), «Аризонские профили» (англ. Arizona Profiles; 1968), «Tableau Vivant» (1974). Занималась также записью музыкального фольклора индейцев хопи.
В 1977 г. Луизе Линкольн Керр было присвоено звание почётного доктора Аризонского университета.